# Altena Groep
De Altena Groep (sic, Engels: Altena Group) is een groep gesteentelagen uit de Nederlandse lithostratigrafie. De afzettingen uit deze groep hebben gemeen dat ze van mariene oorsprong zijn en in het Jura en het laatste Trias gevormd zijn.
De Altena Groep bestaat uit vijf formaties: de Formatie van Sleen (schalie en glauconiethoudende zandsteen), de Formatie van Aalburg (voornamelijk schalie), de Posidoniaschalie (donkere schalie), de Formatie van Werkendam (schalie en zandsteen) en de Brabant-formatie (zandige kalksteen).
In het uiterste oosten van Nederland en aangrenzende gebieden van Duitsland komt het Jura sporadisch aan de oppervlakte. Naar het westen toe komen de lagen van de Altena Groep echter snel dieper te liggen, in het westen van Nederland liggen ze op vier kilometer diepte. De Jurassische lagen van de Altena Groep zijn niet overal in de Nederlandse ondergrond even dik, deze verschillen zijn vooral te wijten aan latere tektonische opheffing en erosie.
De Altena Groep ligt normaal gesproken bovenop afzettingen van de Boven-Germaanse Trias Groep (Midden- en Laat-Trias) en onder afzettingen van de Schieland-groep (Laat-Jura en Vroeg-Krijt).